# Alsórajk
Alsórajk (hongrois : Alsórajk [ˈɒlʃoːrɒjk]) est une localité hongroise située dans le comitat de Zala.

## Site et localisation

### Géologie et géomorphologie
La localité est située dans le Massif de Zala, sur le plateau de Zalaapáti, dans la vallée du canal Principális. 

## Histoire
Alsórajk aurait été fondée aux alentours du IXe siècle. Des découvertes archéologiques suggèrent que sous la principauté de Mosaburg, une petite implantation slave existait à l'emplacement actuel du village. En 1239, un monastère prémontré y fut établi, mais la première mention écrite conservée de cette localité date de 1247.
La localité connut probablement un développement significatif au XVe siècle, époque où elle disposait déjà de sa propre église.
Au XVIe siècle, un petit fort palissadé fut construit pour défendre la région contre les Ottomans. Ce fort fut conquis une première fois en 1588, puis assiégé en 1595 par le bey de Szigetvár. En 1600, les Turcs le prirent à nouveau et rasèrent la localité.
Alsórajk resta inhabité jusqu'aux années 1730, mais se repeupla rapidement. Dès 1748, un moulin fut construit, témoignant de l'essor du village, où la viticulture se développait également.
Au XIXe siècle, Alsórajk était considérée comme une localité agricole prospère, dotée d'une école et réputée pour son élevage bovin.
À partir des années 1950, les infrastructures modernes commencèrent à se développer progressivement, bien que la localité ait été touchée par un exode rural de moindre ampleur.

## Population

### Minorités culturelles et religieuses
Lors du recensement de 2011, la population d'Alsórajk se déclarait à 96,3 % hongroise, 1,4 % allemande et 1,4 % rom. Concernant l'appartenance religieuse, 94,3 % des habitants se déclaraient catholiques romains, 0,85 % réformés et 1,4 % sans religion.
En 2022, 93,6 % de la population s'identifiait comme hongroise, 2,6 % allemande, 0,9 % rom, 0,9 % croate, 0,6 % polonaise, 0,3 % ukrainienne, 0,3 % slovène et 0,3 % ruthène, tandis que 1,5 % des habitants se déclaraient d'une autre nationalité étrangère et 5,3 % n'ont pas répondu (en raison des identités multiples, le total peut dépasser 100 %).
Sur le plan religieux, 55,3 % des habitants se déclaraient catholiques romains, 0,3 % réformés, 0,3 % luthériens, 0,3 % chrétiens d'autres confessions, 2 % autres catholiques et 9,4 % sans religion, tandis que 32,5 % des habitants n'ont pas répondu.

## Équipements

### Réseaux extra-urbains
Alsórajk se trouve à 8 km au sud de Pacsa, une petite ville traversée par la route principale 75. La localité est accessible par la route 7527, qui relie Pacsa à Nagykanizsa, et est desservie par des lignes de bus régulières.
Alsórajk  est également accessible par le chemin de fer : la gare de Felsőrajk, située sur la ligne Szombathely–Nagykanizsa, se trouve à un peu plus de 2 km d'Alsórajk.

## Patrimoine urbain
La localité abrite plusieurs bâtiments et lieux d'intérêt, dont l'hôtel de ville, ainsi qu'une salle commémorative dédiée à Zsigmond Kisfaludi Strobl, sculpteur de renom.
L'un de ses édifices religieux majeurs est l'église Sainte-Rose de Lima (Limai Szent Róza-templom), qui constitue un élément central du patrimoine spirituel et architectural de la localité.

## Personnalités liées à la localité
Zsigmond Kisfaludi Strobl, sculpteur de renom, est né à Alsórajk le 1er juillet 1884.
Piroska Boros Bukovszki, footballeuse sélectionnée 25 fois en équipe nationale, y est née le 28 septembre 1953.